# Florida (álbum)
Florida é o primeiro álbum de estúdio do DJ e produtor musical norte-americano Diplo. Foi lançado no Big Dada em 2004. Em 2014, foi relançado como F10rida, com 10 faixas extras adicionadas, além de comentários bônus.

## Recepção da crítica
O disco foi descrito por Ian Roullier do musicOMH como "uma excelente e diversificada coleção de excursões instrumentais de hip hop, grooves descontraídos e faixas de rap malucas". Tim O'Neil, do PopMatters, disse: "Diplo criou um dos melhores álbuns de estreia do ano, uma ode ambiciosa à arte e à habilidade de fazer samples".

## Listagem de faixas
| Florida — Edição padrão |                                                                                  |         |  |
| N.º                     | Título                                                                           | Duração |  |
| 1.                      | "Florida"                                                                        | 1:36    |  |
| 2.                      | "Big Lost"                                                                       | 4:39    |  |
| 3.                      | "Sarah"                                                                          | 5:26    |  |
| 4.                      | "Into the Sun" (participação Martina Topley-Bird)                                | 5:53    |  |
| 5.                      | "Way More"                                                                       | 5:56    |  |
| 6.                      | "Money Power Respect"                                                            | 3:51    |  |
| 7.                      | "Diplo Rhythm" (participação Sandra Melody, Vybz Kartel e Pantera Os Danadinhos) | 4:53    |  |
| 8.                      | "Works"                                                                          | 8:52    |  |
| 9.                      | "Indian Thick Jawns" (participação P.E.A.C.E.)                                   | 3:55    |  |
| 10.                     | "Summer's Gonna Hurt You"                                                        | 8:41    |  |
| 11.                     | "It's All Part of a Bigger Plan"                                                 | 1:46    |  |

| F10rida — Faixas extras |                                                 |         |  |
| N.º                     | Título                                          | Duração |  |
| 12.                     | "Epistemology Suite 1: Don't Fall"              | 7:07    |  |
| 13.                     | "Epistemology Suite 2: Like Cats"               | 1:22    |  |
| 14.                     | "Epistemology Suite 3: You're Enron"            | 3:08    |  |
| 15.                     | "As I Lay Dying"                                | 3:53    |  |
| 16.                     | "Flute Jawn"                                    | 3:51    |  |
| 17.                     | "Making It Hard"                                | 2:51    |  |
| 18.                     | "Now's the Time (F10rida Rework)"               | 3:18    |  |
| 19.                     | "Newsflash (Metronomy Remix)"                   | 4:34    |  |
| 20.                     | "Summer's Gonna Hurt You (Derek Allen Version)" | 4:50    |  |
| 21.                     | "Big Lost (Eprom Remix)"                        | 5:19    |  |
| 22.                     | "F10rida Album Commentary" (bonus track)"       | 9:52    |  |